# День незалежності Ізраїлю

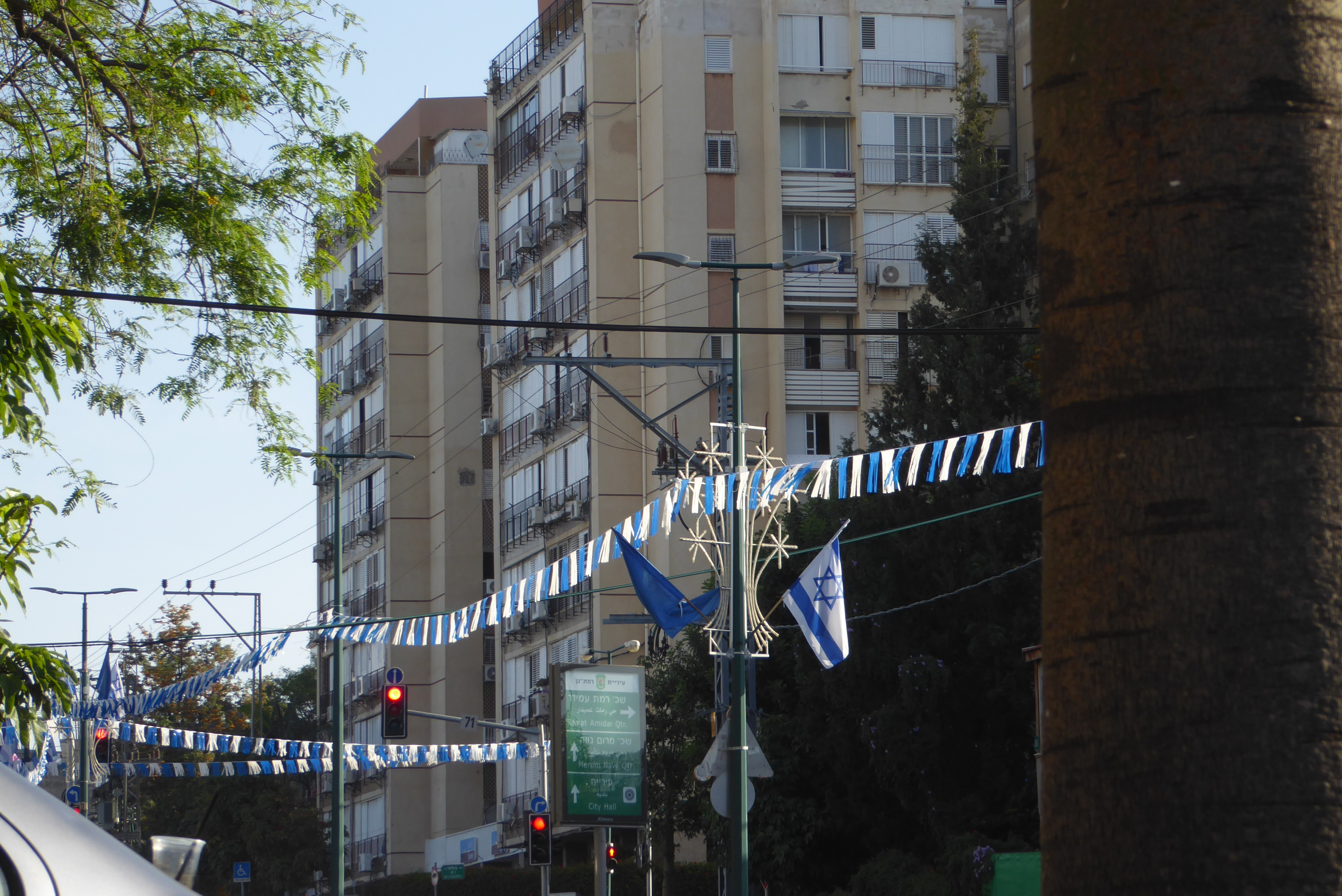
День незалежності Ізраїлю

День незалежності Ізраїлю (івр. יום העצמאות, «Йом га-Ацмаут») — головне державне свято Ізраїлю, що відзначається щорічно 5 іяра за єврейським календарем на згадку про проголошення Держави Ізраїль 14 травня 1948 року (5 іяра 5708 року за єврейським календарем).

## Особливості святкування
Існують певні особливості та традиції визначення дати цього свята. Святу передує завжди День пам'яті (Йом га-зікарон), який відзначається 4 іяра за єврейським календарем. За ним завжди наступного дня святкується День Незалежності Ізраїлю. Обидва дні можуть змінити свою дату на день раніше чи пізніше, на 3 і 4 іяра чи 5 та 6 відповідно. Якщо 5 іяра випадає на Шабат або п'ятницю, то відзначають 3 та 4 іяра. Коли Йом га-зікарон випадає на неділю, обидва згаданих дня переносяться на день пізніше.

## Історичні аспекти
14 травня 1948, приблизно за 8 годин до закінчення британського мандата в Палестині була підписана Декларація незалежності Ізраїлю і Давид Бен-Гуріон (згодом перший прем'єр-міністр Ізраїлю) оголосив про створення Держави Ізраїль. Це оголошення було зроблене внаслідок рішення Генеральної асамблеї ООН, резолюції 181 від 29 листопада 1947 року.